# Estany Saladino
L'Estany Saladino és un llac d'origen glacial que es troba a 2.408 m d'altitud, a la capçalera de la vall Fosca, al Pallars Jussà, al nord-oest del poble de Cabdella, en el terme municipal de la Torre de Cabdella. La forma "saladino", com molts altres topònims d'aquest sector del Pallars, correspon a la forma dialectal nord-occidental del català. És una forma catalana genuïna, diminutiu de "salado", malgrat que hom pugui pensar que es tracta d'un castellanisme o d'un topònim posat recentment.
La seva conca està formada a ponent per l'extrem sud-est de la Cresta de Reguera i pels contraforts septentrionals del Pic Salado. Pertany al grup de llacs d'origen glacial de la capçalera nord-oriental del riu de Riqüerna, a través del barranc de Francí, al voltant del Pic Salado. Rep les seves aigües de l'Estany de Reguera, així com de les muntanyes que l'envolten. Des d'ell, les seves aigües s'adrecen a l'Estany Salado.